# Salvador García
Salva, właśc. Salvador García Puig (ur. 4 marca 1961 w Sant Adrià de Besòs) – hiszpański piłkarz, reprezentant kraju.

## Kariera piłkarska
Salvador García karierę piłkarską rozpoczął w 1979 w zespole FC Barcelona. Od 1980 regularnie grał w drużynie Barcelona Athletic, będącej drugim zespołem FC Barcelony. W 1982 został wypożyczony na dwa lata do Realu Saragossa. W okresie gry dla zespołu z Saragossy był powoływany do reprezentacji Hiszpanii. Po powrocie z wypożyczenia sezon 1984/85 spędził w pierwszym zespole Barcelony, jednak nie zagrał w żadnym spotkaniu. 
W sezonie 1985/1986 grał na wypożyczeniu w klubie Hércules CF. W latach 1986–1989 ponownie był członkiem pierwszego zespołu Blaugrany. Wraz z drużyną zdobył Puchar Króla w sezonie 1987/88 oraz Puchar Zdobywców Pucharów w sezonie 1988/89. Łącznie dla zespołu FC Barcelony zagrał w 21 spotkaniach. W 1989 przeszedł do grającego w najwyższej klasie rozgrywkowej w Hiszpanii klubu CD Logroñés. Przez 3 sezony wystąpił w 58 spotkaniach Primera División, po czym w 1992 zakończył karierę piłkarską.
| Sezon   | Klub               | Kraj      | Rozgrywki          | Mecze | Bramki |
| ------- | ------------------ | --------- | ------------------ | ----- | ------ |
| 1980/81 | Barcelona Athletic | Hiszpania | Segunda División B | 35    | 0      |
| 1981/82 | Barcelona Athletic | Hiszpania | Segunda División B | 22    | 1      |
| 1982/83 | Real Saragossa     | Hiszpania | Primera División   | 28    | 0      |
| 1983/84 | Real Saragossa     | Hiszpania | Primera División   | 32    | 0      |
| 1984/85 | FC Barcelona       | Hiszpania | Primera División   | 0     | 0      |
| 1985/86 | Hércules CF        | Hiszpania | Primera División   | 16    | 1      |
| 1986/87 | FC Barcelona       | Hiszpania | Primera División   | 2     | 0      |
| 1987/88 | FC Barcelona       | Hiszpania | Primera División   | 16    | 0      |
| 1988/89 | FC Barcelona       | Hiszpania | Primera División   | 3     | 0      |
| 1989/90 | CD Logroñés        | Hiszpania | Primera División   | 31    | 0      |
| 1990/91 | CD Logroñés        | Hiszpania | Primera División   | 22    | 0      |
| 1991/92 | CD Logroñés        | Hiszpania | Primera División   | 5     | 0      |

## Kariera reprezentacyjna
Karierę reprezentacyjną rozpoczął 5 października 1983 w meczu przeciwko Francji, zremisowanym 1:1. W 1984 został powołany przez trenera Miguela Muñoza na Mistrzostwa Europy 1984. Podczas turnieju zagrał w spotkaniach przeciwko RFN i Danii. 
Zagrał także w spotkaniu finałowym przeciwko gospodarzom turnieju Francuzom. Tamten mecz zakończył się porażką Hiszpanów 0:2. Był to zarazem ostatni mecz w reprezentacji Salvy, który w latach 1983–1984 zagrał w 6 spotkaniach w barwach Hiszpanii. 
| Mecze i gole w reprezentacji | Mecze i gole w reprezentacji | Mecze i gole w reprezentacji | Mecze i gole w reprezentacji | Mecze i gole w reprezentacji | Mecze i gole w reprezentacji | Mecze i gole w reprezentacji |
| #                            | Data                         | Miasto                       | Przeciwnik                   | Gol                          | Wynik                        | Rozgrywki                    |
| ---------------------------- | ---------------------------- | ---------------------------- | ---------------------------- | ---------------------------- | ---------------------------- | ---------------------------- |
| 1.                           | 05.10.1983                   | Paryż                        | Francja                      |                              | 1:1                          | towarzyski                   |
| 2.                           | 18.01.1984                   | Kadyks                       | Węgry                        |                              | 0:1                          | towarzyski                   |
| 3.                           | 29.02.1984                   | Luksemburg                   | Luksemburg                   |                              | 1:0                          | towarzyski                   |
| 4.                           | 20.06.1984                   | Paryż                        | RFN                          |                              | 1:0                          | ME 1984                      |
| 5.                           | 24.06.1984                   | Lyon                         | Dania                        |                              | 1:1                          | ME 1984                      |
| 6.                           | 27.06.1984                   | Paryż                        | Francja                      |                              | 0:2                          | ME 1984                      |

## Sukcesy
Hiszpania
- Mistrzostwa Europy (1): 1984 (2. miejsce)

FC Barcelona
- Puchar Króla (1): 1987/88
- Puchar Zdobywców Pucharów (1): 1988/89